# Luka Bogdanović
Luka Bogdanović (Belgrado, Yugoslavia, 11 de febrero de 1985) es un exjugador serbio de baloncesto. con 2,04 metros de estatura, jugaba como ala-pívot .

## Trayectoria
Luka Bogdanović se formó en las categorías inferiores del FK Radnicki Belgrado. En 2002 pasó a las filas del Estrella Roja de Belgrado, donde continuó formándose en sus categorías inferiores. Tras dos temporadas en el primer equipo, en 2004 se incorporó al KK Partizan.
La temporada 2007-08 jugó la Liga Nacional de Baloncesto de Francia con el Le Mans Sarthe Basket, y al año siguiente fichó por el DKV Joventut de la ACB.

## Selección nacional
Es internacional con la Selección de baloncesto de Serbia. Anteriormente había sido internacional en categorías inferiores con Yugoslavia y Serbia y Montenegro.

## Palmarés

### Campeonatos nacionales
| Título                      | Club                      | País                | Año     |
| --------------------------- | ------------------------- | ------------------- | ------- |
| Copa de Serbia y Montenegro | Estrella Roja de Belgrado | Serbia y Montenegro | 2004    |
| Naša Sinalko Liga           | KK Partizan               | Serbia y Montenegro | 2004-05 |
| Naša Sinalko Liga           | KK Partizan               | Serbia y Montenegro | 2005-06 |
| Naša Sinalko Liga           | KK Partizan               | Serbia              | 2006-07 |
| Liga del Adriático          | KK Partizan               | Serbia              | 2007    |
| Liga catalana de baloncesto | DKV Joventut              | España              | 2008    |